# 黎原
黎原（1917年—2008年12月18日），原名关俊彦，男，河南息县人。中华人民共和国政治人物，中国人民解放军开国少将。第九、十、十一届中央候补委员，第六、七届全国政协委员。

## 生平
1937年从南京中央军校第十一期毕业。1938年加入中国共产党。1945年9月2日随八路军359旅南下第二支队在河南林县受命进军东北。旅参谋长贺庆积带先遣队45人（其中营、团、旅级干部28人，警卫员17人）先行出关，从林县经冀中深县、固安、廊坊、香河、遵化，9月14日到山海关，改乘火车9月15日到锦州，16日到沈阳，东北局把先遣队分配到长春开展工作，在长春市卫戍区司令员曹里怀领导下，黎原任长春市公安总队第一大队教导员。至1945年12月，完成第一大队组建整训，连排级干部基本都是八路军人员。这支部队后称东北民主联军吉黑纵队（司令员曹里怀，政委）第一大队，参加了1946年4月14日的长春进攻战役。后来，吉黑纵队第二、四大队补给了第一、六纵队，第三大队因大队长动摇投敌该部编入一大队，1946年5月撤出长春市、吉林市后第一大队改编沿革为吉林军区警卫团、吉北军分区基干一团、东北民主联军独立第三师第七团、第十纵队第29师第85团、解放军第47军第140师第418团。黎原一直任该团团长，参与辽沈、平津战役等。
中华人民共和国成立后，历任广州军区副参谋长、第47军军长、湖南省革命委员会主任、兰州军区副司令员、基建工程兵副主任等职，参加了湘西剿匪与抗美援朝。1955年被授予大校军衔，1964年晋升少将。
2008年12月18日在北京逝世。